# Municipio de Bethel (condado de Lebanon)
El municipio de Bethel  (en inglés: Bethel Township) es un municipio ubicado en el condado de Lebanon en el estado estadounidense de Pensilvania. En el año 2000 tenía una población de 4.526 habitantes y una densidad poblacional de 50.3 personas por km².

## Geografía
El municipio de Bethel se encuentra ubicado en las coordenadas 40°30′01″N 76°30′00″O / 40.50028, -76.50000.

## Demografía
Según la Oficina del Censo en 2000 los ingresos medios por hogar en la localidad eran de $41,790 y los ingresos medios por familia eran $47,415. Los hombres tenían unos ingresos medios de $31,278 frente a los $26,411 para las mujeres. La renta per cápita para la localidad era de $17,093. Alrededor del 6,1% de la población estaban por debajo del umbral de pobreza.